# Mensagem da Direção Central da Liga Comunista
A "Mensagem da Direção Central da Liga Comunista", foi um documento distribuído secretamente (panfleto) na época, escrito por Karl Marx e Friedrich Engels em Março de 1850 aos membros da Liga dos Comunistas (publicado por Engels em 1885).

## Antecedentes da Mensagem
Na década de 1840 começaram a aparecer na Europa muitas associações revolucionárias, uma delas foi a Liga dos Justos, que depois de alguns anos mudou seu nome para Liga dos Comunistas.
Karl Marx e Friederich Engels foram ativos participantes e líderes da Liga dos Comunistas, essa associação se envolveu na maioria dos acontecimentos revolucionários na Europa na sécada de 1840, em especial teve participação importante nas revoltas que tiveram inicio em Março de 1848 na Prússia.
Marx e Engels publicaram o Manifesto Comunista em Fevereiro de 1848 em Paris e Londres, e depois disso as revoluções na Europa continental começaram a eclodir.
No mesmo mês teve inicio a revolução na França, que foi derrotada pelas forças governamentais.
Na Alemanha, aconteceu a primeira revolta em Março de 1848 para unificar os estados alemães.  

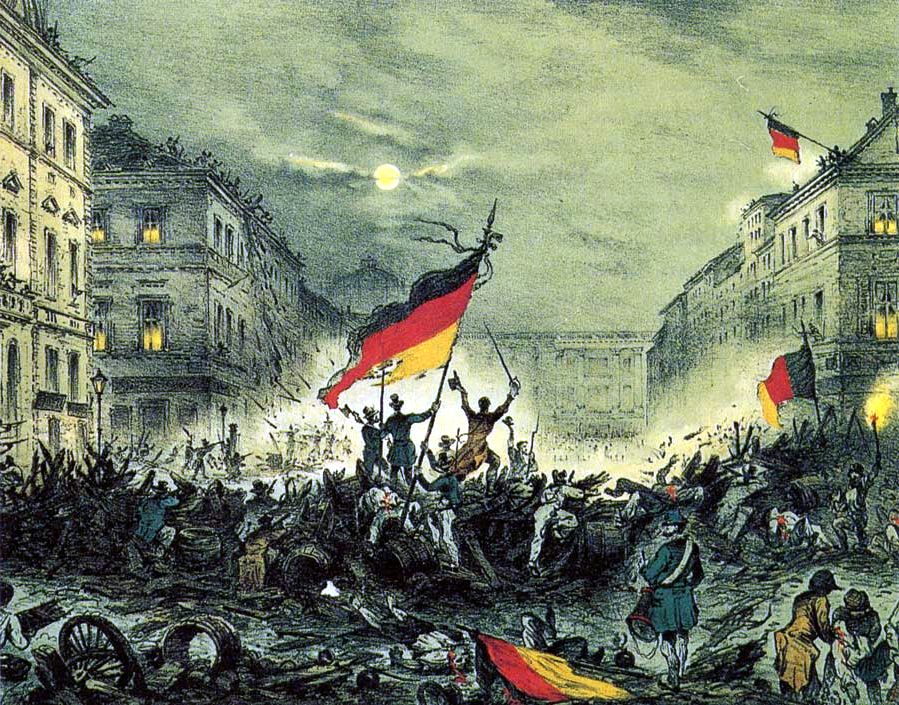
Revolucionários em Berlim em Março de 1848

Ao mesmo tempo que a Assembléia Nacional  se ocupava em infindáveis debates.
Em Abril de 1848 Marx e Engels tinham chegado à Alemanha e se ficaram na cidade de Colônia na região da Renânia.
Em Junho Marx e Engels editaram a  Nova Gazeta Renana e incentivaram a luta armada contra o governo prussiano, Engels foi para o front e se envolveu diretamente na luta armada.
Os membros da Liga dos Comunistas se envolveram diretamente na luta armada na Prússia.
Em Novembro de 1848 o governo da Prússia dissolveu a Assembléia Nacional.
Em 1849 foi redigida uma Constituição por uma Assembléia revolucionária reunida na igreja de São Paulo em Frankfurt.

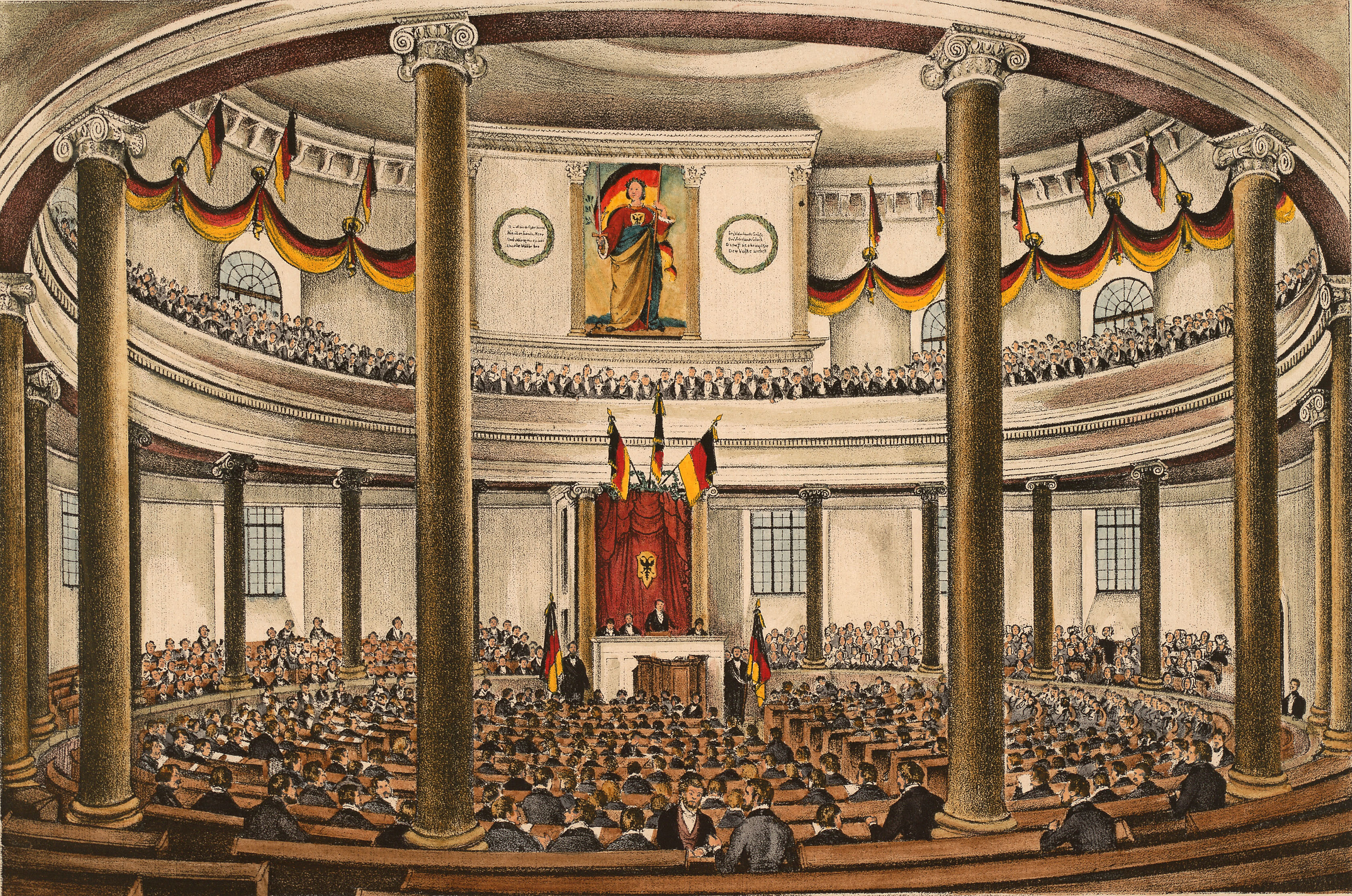
Assembleia em Frankfurt

Havia sido proposto que o rei da Prússia Frederico Guilherme IV se tornasse o imperador do Império Alemão, este porém recusou e não aceitou a Constituição de Frankfurt.
Esta atitude foi repetida pelo governo da Áustria e dos outros estados germânicos.
Em Dresda rebentou um outro movimentou revolucionário, reprimido pelas tropas prussianas.
As revoltas foram derrotadas e a influência de Otto von Bismarck na Alemanha se tornou notória.
Engels deixou Colónia a 10 de Maio de 1849 por Elberfeld, no Reno, cidade onde se ocupara da direção das barricadas.
Em 19 de Maio de 1849 a Nova Gazeta Renana publicou seu último exemplar.
Marx já havia saído da Prússia no dia 16, foi para Paris de onde foi expulso em 13 de Junho de 1849 indo para Londres.  
Em Londres Marx e Engels assumiram a direção da Liga dos Comunistas e no ano seguinte, sem desistir da revolução na Alemanha, redigiram a "Mensagem da Diretoria da Liga dos Comunistas" em Março de 1850.

## Alguns parágrafos da Mensagem
Compreende-se que nos conflitos sangrentos que estão iminentes, como em todos os anteriores, são principalmente os operários que, pela sua coragem, a sua decisão e abnegação, terão de conquistar a vitória.

Durante o conflito e imediatamente após o combate, os operários, antes de tudo e tanto quanto possível, têm de agir contra a pacificação burguesa e obrigar os democratas a executar as suas actuais frases terroristas.

Longe de opor-se aos chamados excessos, aos exemplos de vingança popular sobre indivíduos odiados ou edifícios públicos aos quais só se ligam recordações odiosas, não só há que tolerar estes exemplos mas tomar em mão a sua própria direcção.

Numa palavra: desde o primeiro momento da vitória, a desconfiança tem de dirigir-se não já contra o partido reaccionário vencido, mas contra os até agora aliados [do proletariado], contra o partido que quer explorar sozinho a vitória comum.

Após a queda dos governos existentes, a Direcção Central dirigir-se-á logo que possível para a Alemanha, convocará imediatamente um congresso e nele fará as propostas necessárias para a centralização dos clubes operários sob uma direcção estabelecida no centro principal do movimento.
Londres, Março de 1850
Karl Marx
Frederich Engels

## Acontecimentos posteriores a Mensagem
Não aconteceram mais revoltas na Alemanha apesar do ativismo socialista ter continuado.
As leis instituídas pela Assembléia dos revolucionários de Março de 1848 foram anuladas em todos os estados alemães em 1851.
A Declaração de Direitos Básicos também foi abolida em quase todos os estados alemães.
No final, a revolução fracassou por falta de apoio das massas de trabalhadores alemães.
Muito decepcionados os revolucionários  alemães foram para os Estados Unidos, entre eles principalmente Carl Schurz, Franz Sigel e Friedrich Hecker.
Esses emigrantes alemães se tornaram conhecido como os "de 48".
A Liga dos Comunistas foi fechada pelos próprios membros em discórdia em 1852.
Marx e Engels continuaram na Inglaterra onde fundaram a Primeira Internacional Socialista e continuaram na ativismo revolucionário comunista até suas mortes. 